# Claes Seep
Claes Seep  (ook geschreven als Claes Zeep, Amsterdam, 18 mei 1616 - januari 1670) was een Amsterdamse apotheker  en dichter.
Van Claes Seep, die behoorde tot de "Bendt der Dighteren" van der herbergier Jan Zoet, zijn een aantal verspreid gepubliceerde gedichten overgeleverd. 
Gedichten van hem treft men aan in de bundel Parnassus aan 't IJ, of Konst-schoole ter deugd (1663). Verder schreef hij een aantal gelegenheidsdichten, zoals op de verbrande Nieuwe Kerk (1645).
- Biografisch Portaal: 58929043
- Digitale Bibliotheek voor de Nederlandse Letteren: seep001
- International Standard Name Identifier: 0000 0003 8861 5140
- Nederlandse Thesaurus van Auteursnamen: 070598916
- Virtual International Authority File: 281840297
- WorldCat: E39PBJgtcD6rF96wt49BQhB773